# Mistrzostwa Świata Wojskowych w Zapasach 1983
Mistrzostwa Świata Wojskowych w zapasach w 1983 rozgrywane były w dniach 22-25 czerwca w Villeurbanne

## Tabela medalowa
Gospodarz zawodów został zaznaczony kolorem.
| Poz. | Państwo           |    |    |    | Łącznie |
| ---- | ----------------- | -- | -- | -- | ------- |
| 1    | RFN               | 6  | 4  | 3  | 13      |
| 2    | Stany Zjednoczone | 5  | 4  | 3  | 12      |
| 3    | Iran              | 4  | 4  | 4  | 12      |
| 4    | Grecja            | 3  | 0  | 3  | 6       |
| 5    | Francja           | 2  | 2  | 2  | 6       |
| 6    | Egipt             | 0  | 4  | 2  | 6       |
| 7    | Wenezuela         | 0  | 1  | 2  | 3       |
| 8    | Włochy            | 0  | 1  | 0  | 1       |
| 9    | Pakistan          | 0  | 0  | 1  | 1       |
|      | Łącznie           | 20 | 20 | 20 | 60      |

## Rezultaty

### Mężczyźni

#### Styl klasyczny
| Konkurencja         | Złoto               | Srebro               | Brąz                |
| Kategoria do 48 kg  | Markus Scherer      | Jones                | Ali Safarnejad      |
| Kategoria do 52 kg  | Serge Robert        | Mahmoud              | Hans Eglseer        |
| Kategoria do 57 kg  | Bambis Cholidis     | Hossein Niknejad     | Robert Hermann      |
| Kategoria do 62 kg  | Dan Mello           | Peter Huth           | Elio Inojosa        |
| Kategoria do 68 kg  | Ralf Entholzner     | Keyvan Behrouzmanesh | Mawraganis          |
| Kategoria do 74 kg  | Erich Klaus         | David Butler         | Cenci               |
| Kategoria do 82 kg  | Dimitrios Tanopulos | Manfred Häfner       | Francois Lassuye    |
| Kategoria do 90 kg  | Theodoros Pozidis   | Piccionello          | Uwe Sachs           |
| Kategoria do 100 kg | Greg Gibson         | Kames                | Panajotis Pikilidis |
| Kategoria do 130 kg | Heinz Marnette      | Ron Carlisle         | Hassan              |

#### Styl wolny
| Konkurencja         | Złoto              | Srebro            | Brąz              |
| Kategoria do 48 kg  | Esmaeil Sadati     | Eric Wetzel       | Fernando Padilla  |
| Kategoria do 52 kg  | Nader Nikouei      | Thierry Bourdin   | Murtaza           |
| Kategoria do 57 kg  | Jacques Mercader   | Ebrahim Mirzaei   | Ochoa             |
| Kategoria do 62 kg  | Günter Laier       | Elio Inojosa      | Mohammed Ansari   |
| Kategoria do 68 kg  | Ajatollah Wagozari | Karl-Heinz Ruch   | Gentsos           |
| Kategoria do 74 kg  | Allahmorad Zarrini | Marc Gourdin      | David Butler      |
| Kategoria do 82 kg  | Dieter Otto        | Nabwi             | Chadwick          |
| Kategoria do 90 kg  | Pease              | Schaefer          | Amrollah Beyrami  |
| Kategoria do 100 kg | Greg Gibson        | Hojjat Sadaghiani | Kamis             |
| Kategoria do 130 kg | Ron Carlisle       | Hassan            | Mesr Zeinalizadeh |